# Патуљаста спирална галаксија
Патуљаста спирална галаксија је патуљаста верзија спиралне галаксије. Патуљасте галаксије карактерише ниска луминозност, мали пречници (мањи од 5 ), ниски површински сјај и мале количине водоника. Ове галаксије се могу сматрати типом галаксија са ниским површинским сјајем.
Патуљасте спиралне галаксије, нарочито патуљасти облици Sa-Sc типова спиралних галаксија, доста су ретки. Насупрот томе, патуљасте елиптичке галаксије, патуљасте неправилне галаксије и патуљасти облици Sm типа галаксија (који се по морфологији могу сматрати прелазним обликом између спиралних и неправилних), веома су чести. 

## Положај
Већина идентификованих патуљастих спиралних галаксија се налазе изван галактичких јата. Мисли се да јаке гравитационе интеракције међу галаксијама и интеракције између галаксија и гаса у јату уништавају дискове већине патуљастих спиралних галаксија. Ипак, патуљасте галаксије структуре налик на спиралу су откривене унутар јата у сазвежђу Девица и јата Кома.